# Dilepidonotus falklandicus
Dilepidonotus falklandicus is een borstelworm uit de familie Polynoidae. Het lichaam van de worm bestaat uit een kop, een cilindrisch, gesegmenteerd lichaam en een staartstukje. De kop bestaat uit een prostomium (gedeelte voor de mondopening) en een peristomium (gedeelte rond de mond) en draagt gepaarde aanhangsels (palpen, antennen en cirri).
Dilepidonotus falklandicus werd in 1967 voor het eerst wetenschappelijk beschreven door Hartman.